# فرانک استیلول
فرانکلین «فرانک» جی.بی. استیلول (Franklin "Frank" J.B. Stilwell) (زادهٔ ۱۹۴۴ میلادی)، متخصص اقتصاد سیاسی و استاد بازنشسته افتخاری استرالیایی است. او، در همکاری با ایوان جونز، گاوان بوتلر، مارگاریت پاور، دیبیش بهاتاچاریا، گیلوم سپمسون-لی و تید ویل‌رایت، برای تأسیس یک دپارتمان مستقل اقتصاد سیاسی در دانشگاه سیدنی، معروف است. حوزه‌های پژوهشی مورد علاقه وی شامل نظریات اقتصاد سیاسی، نابرابری، شهرنشینی، توسعه منطقه‌ای، سیاست اقتصادی استرالیا و ماهیت کارِ مزدی است. کتاب‌های درسی که او در رابطه با موضوع اقتصاد سیاسی نوشته است به عنوان مواد درسی استاندارد برای تمامی دانشجویانی که در استرالیا حوزه اقتصاد سیاسی را می‌آموزند، تدریس می‌گردد. دستاورد استیلول در حوزه اقتصاد دگراندیشانه، او را به یکی از شخصیت‌های برجسته چپِ-نو در استرالیا مبدل کرده است.

## اوایل زندگی
استیلول در ۱۹۴۴ میلادی در شهر لندن به دنیا آمد. مادر وی معلم مدرسه ابتدایی کودکان بود و پدرش به عنوان منشی در اداره گمرکات و مالیات تولیدی (HM Customs and Excise) کار می‌کرد. پدر وی از سیاست‌های محلی لذت می‌برد و پس از این‌که خانواده به همپشر نقل مکان کردند تا به محل کار وی که در نزدیکی اسکله‌های ساوت‌همپتون بود نزدیک باشند، چندی بعد او شهردار ایست‌لی شد. آن‌گونه که استیلول در یک مصاحبه خود با سیدنی مورنینگ هرالد گفت: «[پدر من] در اوایل مستقل بود… اما بعدتر به عنوان عضو شورای محافظه کار به حزب محافظه کار پیوست. او پس از آن به عضویت این حزب درآمد که محافظه‌کارها تهدید نمودند که کسی دیگری را به عنوان نامزد در سمت او معرفی نمایند … او تا آخر واقع‌گرایانه عمل می‌کرد». استیلول مدرک لیسانس خود را در علوم اجتماعی از دانشگاه ساوت‌همپتون و مدرک دکترای را در رشته اقتصاد از دانشگاه ریدینگ کسب کرد. او در دانشگاه ریدینگ استاد دانشگاه شد و برای دو سال در آنجا تدریس کرد تا این‌که به استرالیا مهاجرت نموده و به عنوان استاد اقتصاد در دانشگاه سیدنی تدریس نمود.

## مشاجرات در دانشکده اقتصاد دانشگاه سیدنی
استیلول در ۱۹۷۰ میلادی وارد دانشکده اقتصاد دانشگاه سیدنی شد، دانشکدهٔ که روی روش‌های کمی و کیفی تدریس اقتصاد عمیقاً در میان خود اختلاف نظر داشت. ریشه‌های این مشاجره‌ها به ظهور جنبش‌های اجتماعی جدید در اواخر دهه ۱۹۶۰ و اوایل دهه ۱۹۷۰ میلادی برمی‌گشت، به‌ویژه: مبارزات ضد خدمت اجباری سربازی پیرامون جنگ ویتنام، جنبش زنان، تظاهرات ضد-آپارتاید و ضد-اسپرنگباک و اعتراض‌های حقوق سیاه‌پوستان. بیشتر دانشجویان برای تغییر اجتماعی پیشرونده به‌طور مشتاقانه مبارزه می‌کردند. در حوزه سیاست، حکومت انتخابی ۱۹۷۲ حزب کارگر استرالیا به رهبری گاف ویتلم، یک روش بدیل را برای مدیریت اقتصادی استرالیا در آینده باز نمودند. بحران رکود تورمی و فراهم نمودن آموزش دانشگاهی به‌طور رایگان در استرالیا نیز به‌طور چشمگیری بر فرهنگ سیاسی آن دوره تأثیر گذاشته بود. سنت‌های دگراندیشی آکادمیک در سایر مکان‌ها، از جمله پاریس و برکلی، نیز در حال داغ شدن و به چالش کشیدن سلسله مراتب آکادمیک بود؛ سیستم چپ-نو ظهور کرد تا سلطه ارتدکس-مارکسیسم را به چالش بکشد. در سیدنی که یک منطقه محلی محسوب می‌گردد، جنبش تحریم‌های سبز (Green bans) ظرفیت خود برای جذب بازیگران مختلف، از فعالین اجتماعی و اتحادیه‌های کارگری گرفته تا ائتلاف میان آن‌ها و به چالش کشیدن ساختارهای حاکم قدرت، را به نمایش گذاشت. در همین چارچوب تغییر اقتصادی، اجتماعی و سیاسی بود که جنبشی برای به چالش کشیدن بنیادی روش‌های متعارف آموزش اقتصادی، شکل گرفت.
برنامه درسی اقتصاد در جریان دهه ۱۹۶۰ میلادی در دانشگاه سیدنی به‌طور غالب ترکیبی از اقتصاد خرد، اقتصاد کلان (متأثر از جان مینارد کینز) و مطالعه مؤسسات اقتصادی استرالیایی و بین‌المللی بود. کولین سیمکین و وارین هوگان در سال‌های ۱۹۶۸ و ۱۹۶۹ میلادی به عنوان استاد در دانشکده اقتصاد دانشگاه سیدنی گماشته شدند تا برنامه درسی را «مدرنیته» نموده و رشته‌های آموزشی را بیشتر به‌سوی نظریه نئوکلاسیکی و ریاضی سوق دهند. این دو استاد توسط معاون دانشگاه استاد بروس ویلیام، کسی که قبلاً به عنوان استاد اقتصاد در دانشگاه منچستر در انگلستان تدریس می‌کرد، انتخاب گردیده بودند. آن‌ها شخصیت‌های اصلی بودند که برای رفتن به‌سوی اصلاحاتی که ریاضی و نظریه نیوکلاسیکی در آن غالب بود، تلاش می‌کردند. بسیاری از دانشجویان و کارکنان علمی با این اصلاحات مقاومت نشان دادند. دانشیار تید ویل‌رایت در ۱۹۷۰ میلادی نامهٔ به معاون رئیس دانشگاه نوشته و طی آن تقاضای یک بررسی رسمی از دانشکده را ارایه کرد. چندین تن از اعضای دانشکده که توسط هوگان و سیمکین استخدام شده بودند، متعاقباً با ویل‌رایت یکجا شدند، از جمله: دیبیش بهاتاچاریا، گاوان بوتلر، فرانک استیلول و ایوان جونز. دانشجویان شکایت نمودند که مضامین اقتصادی آن‌ها بیشتر نظری بوده و درست تدریس نمی‌شدند. خصومت آن‌ها زمانی چند برابر شد که پل ساموئلسون، احتمالاً تاثیرگذارترین اقتصاددان آن دوره، به سیدنی آمد: سخنرانی علمی عمومی وی در دانشگاه روی یک موضوع اقتصاد ریاضی بود که با نگرانی اکثریت شاگردان مواجه شده و تا زمانی که او سخنرانی علمی خود را به پایان رساند، کلاس آموزشی تقریباً خالی شده بود. یک کنفرانس اقتصادی رادیکال در ۱۹۷۳ میلادی توسط سه تن از دانشجویان – استیو کین، ریچارد فیلدز و گریگ کاف – برگزار گردید.
همزمان، اختلاف عقیده میان دانشجویان و استادان در دانشکده فلسفه دانشگاه سیدنی نیز فوران کرده بود، چون اساتید با معرفی کلاس‌های فمینیسم و فلسفه مارکسیستی (در سال قبل) مخالفت نموده بودند. دانشجویان اقتصاد (که توسط استیلول تدریس می‌شدند) به حمایت از اعتراضی که کارکنان و دانشجویان ناراضی دانشکده فلسفه آغاز کرده بودند، رأی دادند. در حدود ۲۰۰ دانشجوی اقتصاد در «روز اعتراض» در ۲۵ ژوئیه ۱۹۷۳ شرکت نموده و تقاضا نمودند تا رشته‌های آموزشی اقتصاد به‌طور اساسی تغییر داده شود. اعتراض‌های بسیاری به ادامه آن انجام شد. در جلساتی که میان دانشجویان و کارکنان ناراضی برگزار شد، تصمیم‌های پیرامون برنامه درسی که آن‌ها می‌خواستند اتخاذ گردید که شامل یک ساختار کثرت‌گرا و ترکیبی از انواع بینش‌ها از تفکر اقتصادی دگراندیش بود. پروفسور هوگان و سیمکین، طبق پیش‌بینی، این برنامه درسی را رد نمودند. دانشکده اقتصاد با برگزاری یک بررسی رسمی به این مسئله واکنش نشان داده و پات میل که دانشیار در دانشکده حسابداری بود، ریاست این بررسی را بر عهده گرفت.
کمیته میلز نتیجه‌گیری نمود که تأسیس یک دانشکده اقتصاد سیاسی بهترین راه‌حل خواهد بود، چون اساتید در دانشکده اقتصاد به پیشنهادهای دانشجویان و کارکنان پیرامون تغییرات در برنامه درسی، وقع نمی‌گذاشتند. دانشکده اقتصاد در ۱۹ آوریل ۱۹۷۴ تصمیم گرفت تا نتیجه‌گیری کمیته میلز را تأیید نماید. دانشجوی دانشکده حقوق، مالکوم ترنبول به‌طور داوطلبانه تلاش نمود تا در این مشاجره «میانجی‌گری» نموده و وحدت را در دانشکده اقتصاد حفظ نماید، اما هیچ ثمری در پی نداشت. شورای نمایندگان دانشجویان (SRC) در ۱۹۷۶ میلادی که یکی دیگر از دانشجویان دانشکده حقوق، دیوید پاچ رئیس آن بود، از طرح رشته آموزشی جداگانه اقتصاد سیاسی و ایجاد یک دانشکده اقتصاد سیاسی جدید حمایت نمودند. هیئت استادان دانشگاه که تلاش می‌نمودند تا به این کشمکش در محیط دانشگاه پایان دهند، به‌طور رسمی ایجاد یک رشته آموزشی جدید اقتصاد سیاسی را پذیرفتند و تصمیم گرفتند تا از ۱۹۷۵ میلادی آغاز گردد، اما معاون دانشگاه، بروس ویلیام ایجاد یک دانشکده مجزا را رد کرد. این عدم موافقت میان تقاضای‌های عمومی و به‌کارگیری قدرت اجرائی، مبانی یک نزاع دوامدار را فراهم می‌کرد.
کلاس‌های سال اول و دوم برنامه فوق لیسانس رشته اقتصاد سیاسی بیشتر مورد پسند مردم واقع شد. در آوریل ۱۹۷۵، استاد جوان رابینسون از دانشگاه کمبریج در انگلستان، از دانشگاه سیدنی دیدار نموده و در کلاس درسی والاس سخنرانی کرد، او اظهار داشت که اقتصاد سیاسی یک مبنای بهتری برای مطالعه مسائل اقتصادی است. نخستین کنفرانس ملی اقتصاد سیاسی که در ۱۹۷۶ میلادی در این دانشگاه برگزار شد، ۱۵۰۰ نفر را از سراسر استرالیا به‌سوی خود جلب کرد. بیشتر شرکت‌کنندگان از برکناری ویتلم نیز خشمگین بودند. با این حال، تنش‌ها در میان دانشکده اقتصاد روی موضوعاتی مانند استخدام کادر علمی دانشکده و مخالفت با توسعه بیشتر برنامه درسی همواره ادامه داشت. در ۱۹۸۲/۸۳ میلادی، اقتصاددانان سیاسی هراس داشتند که رشته آموزشی اقتصاد سیاسی که هنوز نوپا بود از دست خواهد رفت، چون اساتید دانشکده اقتصاد و حامیان آن‌ها یک فرایند «تغییر ساختار مدرک تحصیلی» را آغاز کرده بودند. در واکنش به آن، شورای نمایندگان دانشجویان (SRC) یک رأی‌گیری برای تصمیم‌گیری در مورد موضوع ادغام اجباری راه اندازی نمودند که طی آن هشتاد درصد از دانشجویان دانشکده اقتصاد به نفع حفظ دو جریان مجزا رأی دادند.
دانشجویان اعتراض‌های بیشتری را در زمستان سال ۱۹۸۳ میلادی سازماندهی کردند. در ۸ ژوئن، برخی دانشجویان یک ماشین بدون انجن را به محوطه دانشگاه آورده و روی چمن در صحن اصلی دانشگاه گذاشتند. این ماشین که به‌وسیله یک بنر با متن «دانشکده اقتصاد سیاسی» مزین شده بود، به عنوان مرکزی برای تبادل اطلاعات میان جنبش اعتراضی استفاده می‌گردید. این خودرو برای سه هفته در آنجا باقی ماند و به‌طور شبانه‌روزی دانشجویان اقتصاد سیاسی مانند استیفین ین، ماریا باراک و پل پورتئوس، از آن محافظت می‌نمودند. در ۱۵ ژوئن، دانشجویان وارد برج ساعت در صحن اصلی دانشگاه شده و آنجا را تصرف کردند. براساس تخمین مسئولین دانشگاه، ۹۶ دلار خسارت به عقربه‌های ساعت وارد شده بود. پس از آن در ۲۰ ژوئن، فعالین دانشجو درب ورودی اتاق هیئت استادان دانشگاه را مسدود نمودند، جاییکه جلسه‌ای برای تصمیم‌گیری در مورد این‌که دانشگاه چه کاری در رابطه با تغییر ساختار در دانشکده اقتصاد انجام دهد، تنظیم شده بود. پس از این‌که دانشجویان متقاعد شدند تا از درب دروازه دور شوند و جلسه نیم ساعت به تأخیر آغاز گردید، تعدادی از معترضین از سمت بیرون به بام این اتاق بالا رفته و همواره به مختل نمودن کار جلسه ادامه دادند. مسئولین دانشگاه اقدام انضباطی را بر علیه شش تن از دانشجویان معترض در پیش گرفتند: دیوید ری، آدام روریس، تونی ویست‌مور، دانیل لوسکومب، کریس گریشن و انتونی البانیس.
تغییر ساختار در مدرک تحصیلی این دانشکده باعث ایجاد وضعیتی شد که از ۱۹۸۷ میلادی به بعد، برای دانشجویانی که می‌خواستند در دانشگاه سیدنی اقتصاد بخوانند دو گزینه باز بود – پذیرفته شدن در رشته لیسانس اقتصاد (BEc) که در برنامه درسی آن آموزش علم اقتصاد و اقتصادسنجی الزامی است، یا پذیرفته شدن در رشته لیسانس اقتصاد (Bec) (علوم اجتماعی) که در این رشته دانشجویان می‌توانند از گزینه‌های رشته علم اقتصاد یا اقتصاد سیاسی یکی آن را انتخاب نموده و مدرک تحصیلی مجزا کسب کنند. تبلیغات منفی به هدف زیر سؤال بردن اعتبار مدرک تحصیلی اقتصاد سیاسی از جانب خبرنگارانی چون پی.پی. مک‌گوینیس، دیوید کلارک و دانشجوی پیشین دانشگاه سیدنی و رهبر راست‌گرا، تونی ابوت آغاز شد. با این همه، اقتصاد سیاسی به شکوفایی خود در میان این ترتیبات جدید مدرک تحصیلی ادامه داد. استیلول در ۱۹۸۳ میلادی به عنوان نخستین رئیس برنامه اقتصاد سیاسی گماشته شده و تا دهه ۱۹۹۰ میلادی در سمت خود باقی ماند. در آن زمان، برخی گزینه‌های سال سوم دوره لیسانس معرفی شده بودند و برنامه اختصاصی سال-چهارم، شاگردان عالی را بخود جذب می‌کرد. با معرفی یک برنامه فوق لیسانس اقتصاد (علوم اجتماعی) که بیشتر متمرکز بر پژوهش بود در ۱۹۹۰ میلادی و معرفی یک برنامه کارشناسی ارشد که روی اقتصاد سیاسی استرالیا متمرکز بود در ۱۹۹۹ میلادی، قدم‌های برای برنامه‌های مطالعات فوق لیسانس در رشته اقتصاد سیاسی نیز برداشته شده بود. اما، انواع مختلف تهدیدها نسبت به برنامه اقتصاد سیاسی شروع به ظهور کرد.
از ۱۹۹۶ میلادی به بعد، حکومت استرالیا به رهبری جان هوارد به‌طور قابل‌ملاحظه حمایت مالی از تمامی دانشگاه‌ها را متوقف نموده و آن‌ها را وادار نمود تا خود به‌طور قاطعانه منابع عایداتی جایگزین جستجو نمایند. جذب دانشجویان بین‌المللی که پول پرداخت می‌کردند به بازی اصلی مبدل شد و در این میان دانشکده اقتصاد دانشگاه سیدنی جایگاه خوبی برای مبدل شدن به بازیگر بزرگ داشت. این دانشکده به دانشکده اقتصاد و کسب‌وکار تغییر نام داد؛ و رشته‌های آموزشی جدید مانند سیستم‌های اطلاعات کسب‌وکار و کسب‌وکار بین‌المللی در آن ایجاد شدند.